# Илюшин, Иван Яковлевич
Иван Яковлевич Илюшин (22 января 1915 года — 2 ноября 2003 года) — участник Великой Отечественной войны, Герой Советского Союза.

## Биография
Родился в селе Аманово в семье крестьянина. В 1930 году окончил неполную среднюю школу. Работал мастером ОТК на заводе имени М. И. Калинина в Свердловске. В Красной Армии с декабря 1942 года.
В боях Великой Отечественной войны с января 1943 года. Командир отделения 23-го гвардейского воздушно-десантного полка (9-я гвардейская воздушно-десантная дивизия, 5-я гвардейская армия, 1-й Украинский фронт) гвардии старший сержант Илюшин отличился 12 января 1945 года в бою за с. Стопница (восточнее г. Буско-Здруй, Польша). Первым поднялся в атаку, увлекая бойцов; ворвавшись в траншею противника, уничтожил пулемётный расчёт, чем обеспечил продвижение роты. 24 января при расширении плацдарма на левом берегу реки Шургаст (Хрусьцина, юго-восточнее г. Бжег, Польша) участвовал в отражении ожесточённых вражеских контратак. Звание Героя Советского Союза присвоено 27 июня 1945 года.
В 1945 году демобилизован. Жил в Калининграде (ныне Королёв), работал слесарем в научно-производственном объединении «Энергия». Был членом городского Совета ветеранов.
Умер 2 ноября 2003 года. Похоронен на Невзоровском кладбище в Ивантеевке.

## Награды
- Героя Советского Союза — указом Президиума Верховного Совета СССР от 27 июня 1945 года «за мужество, отвагу и героизм, проявленные в борьбе с немецко-фашистскими захватчиками» (Медаль № 7823)[2],
- Орден Ленина,
- Орден Отечественной войны 1-й степени,
- Орден Красной Звезды,
- медали.

## Память

Мемориальная доска в селе Аманово

- В 2010 году гимназия № 18 г. Королёва (бывш. Калининграда) переименована в гимназию имени Героя Советского Союза Ивана Яковлевича Илюшина.
- В мае 2013 года в городе Кораблино (Рязанская область)была установлена памятная доска Ивану Яковлевичу Илюшину на Аллее Героев.
- 24 июня 2013 года открыта доска в честь Ивана Яковлевича Илюшина в его родном селе Аманово.